# 拉斯德利西亞斯 (錢吉諾拉區)
拉斯德利西亞斯（西班牙語：Las Delicias），是巴拿馬的城鎮，位於該國西北部，由博卡斯德爾托羅省的錢吉諾拉區負責管轄，面積206.9平方公里，2010年人口1,484，人口密度每平方公里7.2人。